# Лямин, Николай Иванович
Николай Иванович Лямин (15 ноября 1896, с. Рогачёво, Московская губерния, Российская империя — 11 ноября 1961, Москва, СССР) — советский военачальник, генерал-лейтенант (27.06.1945).

## Биография
Родился в 1896 году в селе Рогачёво, ныне Дмитровском районе Московской области.
В РККА в 1918—1928 годы, участник Гражданской войны.
С 1939 года — полковник Лямин вновь на службе в армии, участник Польского похода РККА.
В Великую Отечественную войну с июля 1941 года начальник оперативного отдела и заместитель начальника штаба Южного фронта.  В первые недели войны войска фронта действовали против румынских войск в полосе шириной 700 км от г. Липканы на румынской границе до Одессы, проводя оборонительную операцию в Молдавии и контактируя на севере с войсками Юго-Западного фронта. После поражения основных сил Юго-Западного фронта под Уманью и затем под Киевом в июле-сентябре 1941, командование Южного фронта организовало оборону в районе Запорожья. Войска фронта также задержали продвижение частей вермахта под командованием Манштейна у Мелитополя. Однако при новом наступлении противника, в ходе Донбасско-Ростовской оборонительной операции оборона войск фронта была прорвана, а 5 октября 1-я танковая армия вермахта вышла к Азовскому морю у Бердянска, охватив обороняющиеся части двух армий фронта с севера и отрезав им отход на восток. В результате 18-я армия и часть сил 9-й армии Южного фронта попала в окружение в районе пос. Черниговка и понесли тяжёлые потери. Уцелевшие части фронта с боями отступили на восток вдоль побережья Азовского моря на Таганрог (пал 17 октября) и далее к Ростову-на-Дону (пал 20 ноября). Однако уже 28 ноября 1941 в результате успешного контрнаступления войска фронта в ходе Ростовской наступательной операции вновь освободили Ростов, нанеся вермахту первое значительное поражение на Восточном фронте.
С 15 апреля 1942 года  полковник Лямин начальник штаба 6-й армии.  В мае 1942 года в составе армии принимал участие  в Харьковской операции. После окружения, состоявшегося 25 мая 1942 года, в ходе тяжёлых боёв части армии удалось пробиться к своим войскам.
С 7 июня 1942 года  назначен заместителем начальника штаба 66-й армии.  Армия была включена в Сталинградский фронт (с 30 сентября 1942 года — Донской фронт). В составе перечисленных фронтов 66-я армия принимала участие в Сталинградской битве. В сентябре — октябре 1942 года во взаимодействии с 24-й и 1-й гвардейской армиями неоднократно переходила в контрнаступление с целью разгрома противника, прорвавшегося к Волге севернее Сталинграда. Во взаимодействии с другими войсками фронта армия сковала значительную часть сил 6-й немецкой армии и тем самым ослабила её ударную группировку, наступавшую непосредственно на Сталинград. В ходе контрнаступления под Сталинградом 66-я армия активными действиями не допустила переброски войск противника на направление главного удара Донского фронта. 24 ноября 1942 года частью сил перешла в наступление и у посёлка Рынок соединилась с войсками 62-й армии Сталинградского фронта, замкнув внутренний фронт окружения Сталинградской группировки немецких войск.   В  1942 году  полковник Лямин стал членом  ВКП(б).  В январе — феврале 1943 года армия участвовала в ликвидации окружённой группировки. После завершения Сталинградской битвы с 6 февраля 1943 года входила в группу войск под командованием генерал-лейтенанта К. П. Трубникова (с 27 февраля — Сталинградская группа войск), резерв Ставки ВГК. 13 марта 1943 года передана Резервному фронту (с 15 апреля — Степной военный округ). 23 марта 1943 года генерал-майор Лямин назначен  начальником штаба 66-й армии.
5 мая 1943 года 66-я армия преобразована в 5-ю гвардейскую армию в составе Степного военного округа, и Лямин назначен  начальником штаба этой армии. 10 июля 1943 года  армия была переподчинена Воронежскому фронту. В ночь на 11 июля 1943 года в ходе оборонительного сражения под Курском ее соединения заняли оборону по реке Псел на рубеже Обоянь — Ольховатка — Семеновка — Веселый. С утра 11 июля немецкая танковая дивизия СС «Адольф Гитлер» нанесла удар в стык 95-й гвардейской стрелковой и 9-й гвардейской воздушно-десантной дивизий 33-го гвардейского стрелкового корпуса. Упорной активной обороной войска армии нанесли противнику тяжелый урон и создали условия для перехода в контрнаступление. 12 июля ее войска совместно с соединениями 5-й гвардейской танковой армии участвовали в контрударе Воронежского фронта и во встречном сражении под Прохоровкой. В августе 1943 года армия участвовала в Белгородско-Харьковской стратегической наступательной операции. 7 сентября 1943 года армия была включена в состав Степного (с 20 октября — 2-го Украинского) фронта. В ходе боев за Левобережную Украину ее войска во взаимодействии с другими армиями штурмом овладели Полтавой (23 сентября), Кременчугом (29 сентября), сходу форсировали Днепр и захватили плацдарм на его правом берегу. В январе 1944 года армия участвовала в Кировоградской, а в марте — апреле — в Уманско-Ботошанской наступательных операциях. В начале мая войска армии были переброшены в Румынию.  26 июня 1944 года армия была выведена в резерв Ставки ВГК, а 13 июля включена в состав 1-го Украинского фронта. К середине июля 1944 года ее войска были сосредоточены юго-восточнее Тернополя, в июле — августе участвовали в Львовско-Сандомирской стратегической наступательной операции, в августе — декабре вели тяжелые оборонительные бои за сандомирский плацдарм. В январе — феврале 1945 года в ходе Сандомирско-Силезской операции  войска армии наступали на направлении главного удара фронта. В феврале — марте они вели боевые действия по окружению крупной группировки противника в городе Бреслау (Вроцлав) и ликвидации его оппельнской группировки. Весной армия участвовала в Берлинской стратегической операции, а также в освобождении ряда районов Чехословакии.
За время войны генерал Лямин  был  десять  раз персонально упомянут в благодарственных в приказах Верховного Главнокомандующего.
После войны продолжил службу в прежней должности. 26 декабря 1946 года управление армии было расформировано, а генерал-лейтенант Лямин освобожден от должности начальника штаба армии.
С августа 1949 года по ноябрь 1951 года — начальник штаба Донского военного округа.
Умер 11 ноября 1961 года в Москве. Похоронен на Головинском кладбище.

## Награды

### СССР
- два ордена Ленина (06.05.1945[4], 26.10.1955[5][6])
- три ордена Красного Знамени (06.11.1941[7], 27.08.1943[8],  15.11.1950[6][9])
- орден Суворова I степени (06.04.1945)[10]
- орден Кутузова I степени (23.09.1944)[11]
- орден Кутузова II степени (19.01.1944)[12]
- Орден Отечественной войны I степени (14.02.1943)[13]
- Орден Красной Звезды (03.11.1944)[6][14]
  - медали в том числе:
  - «За оборону Сталинграда» (1944)[15]
  - «За победу над Германией в Великой Отечественной войне 1941—1945 гг.» (1945)[15]
  - «За освобождение Праги» (1945)[15]

Приказы (благодарности) Верховного Главнокомандующего в которых отмечен Н. И. Лямин.
- За овладение штурмом сильными опорными пунктами обороны противника Шидлув, Стопница, Хмельник, Буско-Здруй (Буек), Висьлица, а также захват более 350 других населенных пунктов. 13 января 1945 года. № 219
- За захват городов Пшедбуж и Радомско — важных узлов коммуникаций и опорных пунктов обороны немцев, форсирование реки Варта и овладение городом Ченстохова — важным узлом обороны немцев на реке Варта. 17 января 1945 года. № 225
- За вторжение в пределы немецкой Силезии на 30 километров в глубину и 90 километров по фронту, овладение городами Крайцбург, Розенберг, Питшен, Ландсберг и Гуттентаг — важными узлами коммуникаций и сильными опорными пунктами обороны немцев, прикрывающими пути на Бреслау. 21 января 1945 года. № 237
- За овладение городами Милич, Бернштадт, Намслау, Карльсмаркт, Тост и Бишофсталь — важными узлами коммуникаций и опорными пунктами обороны немцев и выход к реке Одер в районе города Бреслау на участке протяжением 60 километров. 23 января 1945 года. № 248
- За овладение важным центром военной промышленности немецкой Силезии городом и крепостью Оппельн — крупным узлом железных и шоссейных дорог и мощным опорным пунктом обороны немцев на реке Одер. 24 января 1945 года. № 251
- За форсирование реки Одер юго-восточнее города Бреслау (Бреславль), прорыв сильно укрепленной долговременной обороны немцев на западном берегу реки и овладение городами Олау, Бриг, Томаскирх, Гротткау, Левен и Шургаст — важными узлами коммуникаций и сильными опорными пунктами обороны немцев на западном берегу Одера. 6 февраля 1945 года. № 270
- За прорыв обороны противника западнее и южнее города Оппельн, окружение и разгром группы немецких войск юго-западнее Оппельна, а также овладение в немецкой Силезии городами Нойштадт, Козель, Штейнау, Зюльц, Краппитц, Обер-Глогау, Фалькенберг и захват более 400 других населенных пунктов. 22 марта 1945 года. № 305
- За овладение на территории Силезии городами Штрелен и Рыбник — крупными узлами дорог и сильными опорными пунктами обороны немцев. 27 марта 1945 года. № 312
- За прорыв при поддержке массированных ударов артиллерии и авиации сильно укрепленной и глубоко эшелонированной обороны немцев на реке Нейсе, продвижение вперед от 80 до 160 километров, овладение городами Котбус, Люббен, Цоссен, Беелитц, Лукенвальде, Тройенбритцен, Цана, Мариенфельде, Треббин, Рангсдорф, Дидерсдорф, Тельтов и вхождение с юга в столицу Германии Берлин. 23 апреля 1945 года. № 340
- За овладение городом Дрезден — важным узлом дорог и мощным опорным пунктом обороны немцев в Саксонии. 8 мая 1945 года. № 366
- За освобождение от немецких захватчиков столицы союзной нам Чехословакии город Прага. 9 мая 1945 года. № 368

Других государств
- орден «Легион почёта» (США)
- орден Белого льва «За Победу» 2 степени (ЧССР).
- Чехословацкий Военный крест 1939—1945 годов (ЧССР).
- орден «Крест Грюнвальда» 2 степени (ПНР).
- кавалер рыцарского ордена «Виртути Милитари» (ПНР)
- медаль «За Одру, Нису и Балтику» (ПНР)
- медаль «За вашу и нашу Свободу» (ПНР)